# Shun Tanaka
Shun Tanaka (født 15. marts 1988) er en japansk fodboldspiller.